# تسگابو گرمای
تسگابو گرمای (تیگرینیا: ጽጋቡ ገብረማርያም ግርማይ؛ زادهٔ ۲۵ اوت ۱۹۹۱) دوچرخه‌سوار اهل اتیوپی است.
از باشگاه‌هایی که در آن بازی کرده‌است می‌توان به تیم اوریکا–اسکات، تیم دوچرخه‌سواری بحرین–مریدا، تیم یوای‌ئی امارات، تیم دایمنشن دیتا، و تیم ترک-سگافردو اشاره کرد.
وی در مسابقات کشوری و بین‌المللی در مجموع برندهٔ ۲ مدال طلا، ۲ مدال نقره، ۲ مدال برنز شده‌است.